# 劉文銓
劉文銓，（1966年—），彰化縣人，自行發展襪子，有『 襪子達人 』襪子達人之稱。事業畢業於台灣永靖高工機工科。

## 事業發展
- 1987年加入襪子公司業務 。
- 1994年創辦『永晟工業社』由妻子施麗華擔任老闆，自己做業務 。
- 2005~2006年間設立"永林針織有限公司"並發展自有品牌『襪子の工廠、依莉緹亞』。
- 2008.10 台視發現新台幣專訪
- 2009.10 非凡"真善美"專訪
- 2010.3.29 蘋果日報"一盤小生意"專刊
- 2010.12.22 受邀參加中天"今晚哪裡有問題"錄影
- 2011.6.10 受邀參加緯來"城功富產科"錄影(第18集)

## 外部連結
- 襪子の工廠 （页面存档备份，存于）

- 美腿風情鄉下大叔賣女襪 近千款國內外熱銷

- 非凡真善美"小人襪"

- 今晚哪裡有問題
- 城功富產科